# Marjanski poluotok
Marjanski poluotok je poluotok na obali Jadranskog mora, na većem na Splitskom poluotoku. Na njemu je smješten zapadni dio Splita i brdo Marjan.
Najviši vrh je Telegrin, a od ostalih značajnijih uzvisina, valja navesti i Bambinu glavicu, koja se nalazi južno od Marjana, na zapadnom dijelu Marjanskog poluotoka.
Sa sjeverne i zapadne strane se nalazi Kaštelanski zaljev, a s južne Splitski kanal.